# Nachtschmerz
Unter einem Nachtschmerz versteht man in der Zahnmedizin während des Nachtschlafs reizunabhängig auftretende Zahnschmerzen, die bei einer irreversiblen Pulpitis (Entzündung der Pulpa, im Sprachgebrauch „Zahnnerv“) auftreten. Die Ursache liegt in einer veränderten Blutdrucksituation im Liegen, die den Druck im Kopfbereich und damit im entzündeten Pulpencavum erhöht.
Im Rahmen der Hausmittel wird dazu geraten, nicht auf Feder- oder Daunenkissen zu schlafen, da diese den Zahnschmerz „ziehen“ sollen, was dem Aberglauben zuzuordnen ist.

## Maßnahmen
Neben der Einnahme von Analgetika (Schmerzmittel) kann ein Hochlagern des Kopfes beim Liegen Abhilfe schaffen, bevor am folgenden Tag der  Zahnarzt aufgesucht wird.